# Фитч, Джон
Джон Фитч (англ. John Fitch; 21 января 1743 — 2 июля 1798) — американский изобретатель, часовщик, предприниматель и инженер. Известен как создатель первого парохода в Соединенных Штатах.

## Ранние годы
Джон Фитч родился в семье Джозефа Фитч и Сары Шалер в Уинсоре (штат Коннектикут) 21 января 1743 года на ферме, которая является частью современного Саут-Уинсора (штат Коннектикут). Он получил лишь начальное школьное образование и в конечном итоге стал учеником часовщика, во время учёбы Фитчу не давали учиться и даже наблюдать за работой часовщика (позже он самостоятельно научился ремонтировать часы). 29 декабря 1767 года Джон Фитч женился на Люси Робертс. После периода ученичества он открыл литейную по производству латуни в Ист-Уинсоре (штат Коннектикут), а затем плавильню латуни и серебра в Трентоне (штат Нью-Джерси). В данной плавильне Фитч успешно работал в течение восьми лет, но затем она была разрушена британскими войсками во время американской революции.
Впоследствии, во время революции, служил оружейником ополчения Джерси. После спора о размерах вознаграждения ушёл с должности, но продолжал свою работу по ремонту и переоборудованию оружия в Трентоне. Осенью 1777 года Фитч снабжал пивом и табачными изделиями Континентальную армию в Филадельфии. В течение следующих зимы и весны, поставлял пиво, ром и другие продукты, необходимые войскам в Вэлли-Фордж. В 1780 году начал работать инспектором в штате Кентукки, где приобрёл себе 1600 акров (6,5 км²) земли. Весной 1782 года во время инспекции Северо-Западной территории он был захвачен индейцами и передан британцам, которые в конце концов отпустили его.

## Создание парохода
В 1785 году Фитч поселился в Уорминстере (штат Пенсильвания), где начал работать над своими идеями по созданию парохода. Ему не удалось привлечь средства от Континентального конгресса, и он убедил законодательные органы штата предоставить ему 14-летнюю монополию на эксплуатацию пароходов во внутренних водных путях. С этой монополией он был в состоянии обеспечить финансирование от предпринимателей и других граждан крупнейшего города штата Филадельфии.

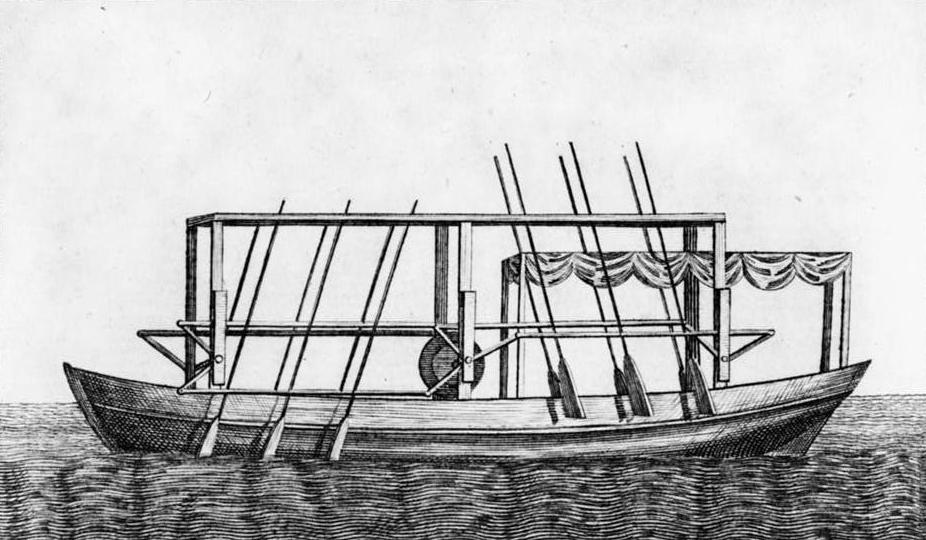
«Изображение парохода Фитча»,The Columbian Magazine (декабрь 1786 года), гравюра на дереве Джеймса Тренчарда

Фитч видел в энциклопедии чертёж одного из первых британских паровых двигателей Ньюкомена, но они были огромны и предназначались для откачки воды из шахт. Кроме того Фитч знал о более компактном и эффективном паровом двигателе, разработанном Джеймсом Уаттом в Шотландии в конце 1770-х годов, но в то время в Соединенных Штатах не было ни одного парового двигателя. Их не будут завозить ещё в течение многих лет (первыми были ввезены модели Фултона на его пароходе в 1807 году), потому что Великобритания не разрешала экспорт новых технологий в свою бывшую колонию. Таким образом Фитч пытался разработать свой вариант паровой машины. Он переехал в Филадельфию и стал сотрудничать с часовщиком и изобретателем Генри Фойгтом, который помог ему построить работающую модель и поместить её на лодке.
Первый успешный пробный пуск его парохода «Perseverance» («Настойчивость») был проведён на реке Делавэр 22 августа 1787 года в присутствии делегатов от Конституционного конвента. Судно приводилось в движение с помощью вёсел, расположенных с обеих сторон. В течение следующих нескольких лет Фитч и Фойгт работали над созданием лучших проектов, а в июне 1790 установили на корме судна длиной 60 футов (18 метров) паровой двигатель, приводивший в движение весла, которые повторяли гребные движения ног утки. Эта лодка в течение лета 1790 года осуществляла рейсы между Филадельфией и Берлингтоном (штат Нью-Джерси), перевозя до тридцати пассажиров. За лето лодка прошла в около 3000 миль. Фитч заявил, что лодка проплыла 500 миль без каких-либо механических проблем. Расчётная скорость была минимум 6 миль в час при неблагоприятных условиях и максимум 7—8 миль в час при хорошей погоде.

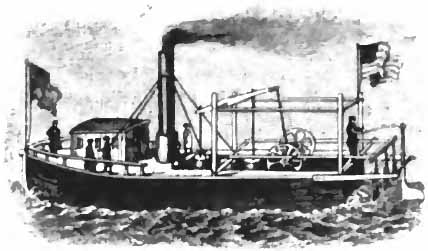
Пароход Фитча используется для перевозки пассажиров, апрель 1790

Фитч получил патент 26 августа 1791 года, после судебного процесса с Джеймсом Рамси, который также изобрёл паровую лодку. К сожалению, вновь созданная комиссия не дала общий патент на пароходы, как попросил Фитч, но дала патент на конкретную модель, разработанную Фитчем. В тот же день суд выдал патенты на паровые машины разработанные Рамси, Натаном Ридом и Джоном Стивенсом. Потеря монополии побудила многих инвесторов покинуть компанию Фитча. Хотя лодки были механически успешными, Фитч больше не имел финансовых ресурсов для продолжения разработок.
Идеи Фитча были реализованы Робертом Фултоном два десятилетия спустя. Фултон смог получить монополию в штате Нью-Йорк из-за мощного влияния его партнера Роберта Ливингстона, но и он не смог получить патент США во многом потому, что оригинальность конструкций Фултона не могли быть продемонстрирована. Кроме того первоначальный член компании Фитча — Уильям Торнтон — стал главой вновь созданного Патентного ведомства и выступил с заявлением, затруднившим процесс для Фултона.
Фитч также получил патент в 1791 году во Франции. В 1793 году, сохраняя надежду на построение парохода в США, он уехал во Францию, где американский инвестор Аарон Вейл обещал помочь ему построить судно. К сожалению, Фитч прибыл в период, когда в стране начался террор и ему пришлось отказаться от всех своих планов. Он перебрался в Лондон, чтобы попробовать построить пароход там, но это также не удалось. Фитч вернулся в Соединенные Штаты в 1794 году и сделал ещё несколько неудачных попыток построить пароход. В итоге он переехал в Бардстоун (штат Кентукки) в 1797 году. Здесь Фитч надеялся продать часть земли, приобретённой в начале 1780-х годов и на вырученные деньги построить пароход для использования в Огайо или на реке Миссисипи. По прибытии он обнаружил, что поселенцы заняли часть его собственности. Юридические споры с ними продолжались вплоть до его смерти в 1798 году.

## Паровоз
Проживая в Кентукки, Фитч продолжал работать над созданием парового двигателя. Он построил две модели, одна из которых погибла во время пожара в Бардстоуне. Другая была найдена на чердаке дома его дочери в Огайо в 1849 году. Модель существует и ныне и входит в экспозицию Исторического общества Огайо в городе Колумбус. В 1950 году специалист из Смитсоновского музея осмотрел его и пришёл к выводу, что это был «прототип парового двигателя применяемого на суше», предназначенного для работы на дорогах — другими словами, паровоз. В 1802 году англичанин Ричард Тревитик изобрёл полноразмерный паровоз, который в 1804 году первым провёз железнодорожный состав, и в течение короткого времени британское изобретение привело к развитию железных дорог. Американцы начали импортировать и копировать английские локомотивы.

## Наследие
Юридический спор с другим изобретателем парохода Джеймсом Рамси по поводу государственной монополии помог добиться вступления в силу первого закона о патентах в 1790 году. Фитч упоминается в личных письмах нескольких исторических деятелей, включая Джорджа Вашингтона, Бенджамина Франклина, Томаса Джефферсона и Джеймса Мэдисона.

## Память
Несмотря на свою относительную неизвестность в сравнении с другими американскими изобретателями и инженерами, такими как Роберт Фултон и Питер Купер, вклад Фитча не был забыт. Модель парохода Джона Фитча масштабом 1:10 экспонируется в Музее пароходов в Крейвен-холе в Уорминстере (штат Пенсильвания).
Другие упоминания:
- Фреска Константино Брумиди 1876 года в Капитолии США изображает, как Фитч работает над одной из моделей парохода[14].
- Памятник Фитчу с копией его первого парохода в Бардстоуне (штат Кентукки) на Кортхау-Сквер.
- Небольшой памятник Фитчу в Уорминстере (штат Пенсильвания).
- Средняя школа имени Джона Фитча была построена на Блумфилд-авеню в Виндзоре (штат Коннектикут) в 1934 году. Преобразована в начальную школу в 1950 году. Ныне это пансион для пожилых, но его здание до сих пор носит имя Фитча и на фасаде установлена памятная доска. Здание включено в Национальный реестр исторических мест США[15].
- Начальная школа Джона Фитча в Левиттауне[англ.] (штат Пенсильвания).
- Бульвар Джона Фитча в Саут-Виндзоре (штат Коннектикут).
- Штат Нью-Джерси назвал часть дороги вдоль реки Делавэр «Джон Фитч Парквэй».
- Дневник Фитча и его воспоминания были опубликованы много лет спустя под названием Автобиография Джона Фитча.